# Peter Baumgras
Peter Baumgras (* 4. Januar 1827 in Homburg; † 18. Oktober 1903 in Chicago) war ein deutsch-amerikanischer Maler, Lithograf und Kunstlehrer.

## Leben
Er war ein Sohn des Dekorationsmalers Friedrich Jakob Baumgras (1791–1852) und der Katherine Baumgras, geb. Knöckel, (1793–1862), und wurde in Homburg in Rheinbayern – derzeit dem Königreich Bayern zugehörig – geboren. 1846 war er an der Königlichen Kunstakademie in Düsseldorf in der Elementarklasse eingeschrieben, in der u. a. Rudolf Wiegmann unterrichtete. Im Juni 1847 setzte er das Studium der Malerei an der Münchner Kunstakademie bei dem Historienmaler Wilhelm Kaulbach und bei Karl Schorn fort, der 1847 bis zu seinem Tod, 1850, eine Klasse für Historienmalerei leitete. Er beendete das Studium im Juni 1852 – bereits mit der Absicht, nach Amerika zu gehen. Er arbeitete zunächst als Lithograf und Miniaturist und war 1849 bis zu seinem Weggang 1852 „Außerordentliches Mitglied“ des Münchner Kunstvereins.
1853 wanderte er – wie auch sein 1829 in Waldmohr geborener Bruder Wilhelm († 1885) – in die USA aus. Er lebte zunächst in Syracuse, New York, zog aber nach seiner Heirat, 1856 mit seiner Schülerin, der Blumenmalerin Mary Brainerd Thomson (1840–1928), nach Washington, D. C., wo zahlreiche Bildnisse, aber auch Blumen- und Früchtestillleben entstanden.
Im amerikanischen Sezessionskrieg (1861–1865) diente Baumgras als medizinischer Zeichner der Armee der Nordstaaten („Army of the Potomac“) in einem Krankenhaus in oder bei Washington. Seine Aquarelle, Zeichnungen und danach entstandene Lithografien und Drucke, die schwere Kriegsverletzungen und ihre Behandlung zeigen, erschienen – wie auch Arbeiten seiner Kollegen Hermann Faber (1832–1913), A. Pohlers, Edward Stauch und William Schultze – in medizinischen bzw. chirurgischen Dokumentationen des Bürgerkriegs (The Medical and Surgical History of the War of the Rebellion).
Zurück in Washington war er hier 1864 bis 1872 Kunstlehrer am Gallaudet College für Gehörlose. Er wurde Mitglied in der „Literary Society of Washington“ und der „Society of Washington Artists“ und stellte 1859 bei der „Washington Art Association“ aus. 1877 war er zudem Mitbegründer des „Washington Art Club“. In seinem Atelier in Washington modellierte der Bildhauer Franklin Simmons (1839–1913) das Porträtmedaillon des Generals Ulysses S. Grant. Baumgras führte ein Bildnis des Generals aus, wie auch das des Präsidenten Abraham Lincoln († 1868), zu dem er nach der Überlieferung in freundschaftlicher Beziehung stand. Das Porträt fand große Beachtung. Anfang der 1870er Jahre unternahm er eine Reise nach Kalifornien, die ihn zunächst auf dem Seeweg nach Panama führte. Hier traf er mit dem Zoologen Alexander Agassiz zusammen, für den er anschließend in Kalifornien wissenschaftliche Zeichnungen anfertigte. In Kalifornien entstanden außer Blumen- und Früchtestillleben großformatige Landschaftsgemälde, wie „Bighorn Sheep“ (1875) und „Yosemite Valley“ (1879). Nicht belegt sind Porträtaufträge, zu denen er sich nach Oregon bzw. ins kanadische Vancouver begeben haben soll. Ende der 1870er Jahre kehrte Baumgras zunächst nach Washington zurück und ließ sich dann in Chicago nieder. Er lehrte an der United States Naval Academy in Annapolis; von 1877 bis 1878 war er an der University of Illinois Professor für Kunst und zeigte seine Stillleben am Art Institute. Zu seinem Freundes- und Bekanntenkreis gehörten unter anderem der Porträtmaler George Healy (1813–1894), die Landschaftsmaler George Inness (1825–1894) und Albert Bierstadt und der Porträt- und Landschaftsmaler William Merritt Chase.
Baumgras starb im Presbyterian Hospital in Chicago an der Folge eines Schlaganfalls, den er in seiner Wohnung, 25 Thirty-Fifth Street, erlitten hatte, und wurde auf dem Oakwood Cemetery in Syracuse, N. Y. bestattet. Er hinterließ seine Frau Mary und drei Kinder.
Ausstellungen:
- 1859–1860 Washington Art Association
- 1868 National Academy of Design
- 1872, 1877 San Francisco
- 1897, 1898, 1900 Art Institute of Chicago
- 1898 Boston Art Club: „Beauties from the Ocean“[14][15]
- 1983 Washington D. C., National Museum of American Art (Smithsonian American Art Museum)

## Werke (Auswahl)
Arbeiten befinden sich in den Sammlungen: Gallaudet University, Washington, D.C., George Washington University, Washington, D.C., Lincoln Museum at Ford’s Theater, Washington, D.C., New Haven Colony Historical Society, CT, und New York Historical Society, New York, NY.
- „Bildnis eines Gentlemans“, 1858; Öl auf Leinwand, 5,1 × 3,8 cm(?): Cincinnati Art Museum, Cincinnati, Ohio
- „Bildnis John Dooley“ und * „Bildnis Sarah Dooley mit Pelzstola und Kind“, Richmond, Virginia 1859: Maymond Mansion, Richmond Va (Mary Lynn Bayliss The Dooleys of Richmond. An Irish Immigrant Family in the Old and the New South. University of Virginia Press, Charlotteville and London 2017; mit Abbildungen)
- „Bildnis General George Rogers Clark“, Virginia (1752–1818), 1859/60; Auftrag des Secretary of War; Bezahlung Juni 1860: 3500 $ (Executive dokuments printed by order of the House of Representatives during the second session of the thirty-sixth congress 1860/61, Band 9, S. 26 (online))
- „Bildnis Adeline Wooster Owen“ († 1867), 1866; Öl auf Leinwand, 30 × 25 in. (76,2 × 63,5 cm); bezeichnet u. l.: „Peter Baumgras/Dec. 1866“: New York Historical Society Collection, New York, NY. (https://www.nyhistory.org/exhibit/adeline-wooster-owen)
- „Bildnis General James R. Garfield“ und * „Bildnis Lucretia Rudolph Garfield“, um 1870[16] James A. Garfield National Historic Site, Mentor, Ohio[17]
- „Bildnis Mary Baumgras“ (zwei Ausführungen)
- „Bildnis des Sohnes Erwin im Alter von 5 Jahren“, 1866; Öl auf Holz, 24 × 19 in (61 × 48,3 cm), und * „Bildnis der Tochter Irene als Kind“
- „Bildnis Abraham Lincoln (1809–1865)“, 1865; Öl auf Leinwand, 24 ½ × 19 ½ in. (ca. 62 × 50 cm): Charles Woodberry McLellan Lincoln Collection, Brown University, Providence, Rhode Island
- „Bildnis General John Sedgwick (1813–1864)“ (Lincoln Museum)
- „Stillleben mit Blumenkohl und Erdbeeren“ (Still Life with Cauliflower and Strawberries), 1873; Öl auf Leinwand, 13 × 16 in. (ca. 33 × 40,5 cm): Oakland Museum of California

Aus des Künstlers Zeit in San Francisco (1870er Jahre) wird ein Gemälde „The Miner's Dream“ genannt (Waldo Seldon Pratt: A forgotten American portrait-painter: Peter Baumgras, 1827–1903. A sketch with illustrations, Privatdruck 1937.)
Kunsthandel:
- „Heilige Barbara“, 1853; Öl auf Leinwand, 100 × 60 cm
- „Portrait of a young child, Lillee and James Corden daughter“, 1869; Öl auf Karton, 30 × 25 cm
- „A Gentleman wearing a black jacket, waistcoat and stock and white collar with brown hair“, Aquarell auf Elfenbein, sichtbar 2 1/8 × 1 in. (5,4 × 2,5 cm), verso bezeichnet „Peter Baumgras, Nov. 1858, Washington“ (https://www.christies.com/lotfinder/lot/peter-baumgras-a-gentleman-wearing-a-1561423-details.aspx?)
- „Bildnis des Bostoner Abolitionisten Wendell Phillips“; Öl auf Kupferblech, 4,87 × 4,87 in. (12,4 × 12,4 cm)
- „On the wings of a butterfly“, 1870; Öl auf Holz, 25,4 × 14,3 cm (10 × 5,6 in.)
- „Church in Panama“ (auch: „Kirche in Lateinamerika“), 1873; Öl auf Leinwand, 76,2 × 127 cm (30 × 50 in.)
- „View in the Yosemite Valley, California – the Royal Arches“, 1874; Öl auf Leinwand, 30,5 × 40,6 cm. (12 × 16 in.)
- „Western landscape“, 1897; Öl auf Leinwand, 18 × 24 in. (45,7 × 61 cm)

## Archivalien
- Archivmaterial Peter Baumgras: Detroit Institute of Arts Research Library & Archives.
- Medizinische und chirurgische Dokumentationen von Verwundungen und deren Behandlung, 7 Aquarelle, 1 Bleistiftzeichnung, 1863 (1) und 1864: National Museum of Civil War Medicine, Frederick, MD[18][19]